# Lotte Lien
Lotte Lien (* 7. September 1988 in Trondheim) ist eine norwegische Boxerin. Sie wurde 2009 Europameisterin der Amateure im Weltergewicht.

## Werdegang
Lotte Lien begann als Jugendliche mit dem Boxen und trat dazu dem Trondheim Box-Club bei. Im Jahre 2005 nahm sie an der norwegischen Junioren-Meisterschaft in der Gewichtsklasse bis 60 kg Körpergewicht teil und gewann den Titel mit einem Abbruchsieg i.d. 2. Runde über Sara Slyngstad. Im gleichen Jahr startete sie auch schon bei den norwegischen Meisterschaften der Senioren, unterlag aber in der gleichen Gewichtsklasse gegen die vielleicht damals beste norwegische Boxerin Ingrid Egner nach Punkten (6:12).
2006 wurde sie mit einem Punktsieg über Ingrid Johansen in der Gewichtsklasse bis 66 kg erneut norwegische Junioren-Meisterin. Bei ihrem ersten Start bei einer internationalen Meisterschaft, der Nordischen Junioren-Meisterschaft in Tønsberg unterlag sie im Finale der 63-kg-Gewichtsklasse gegen Ronja Holgersson aus Schweden (8:27) und belegte den 2. Platz. Im Jahre 2007 wurde Lotte Lien mit einem Punktsieg über Anne Tjøndal norwegische Junioren-Meisterin und wenig später mit einem Punktsieg über Wibeke Aure (41:4) erstmals auch norwegische Meisterin bei den Seniorinnen, jeweils in der Gewichtsklasse bis 66 kg Körpergewicht.
Im Jahre 2008 wurde Lotte Lien norwegische Meisterin in der Gewichtsklasse bis 70 kg Körpergewicht. Sie besiegte dabei im Endkampf Birgit Reitan Oeksnes klar nach Punkten (27:8). Bei der Meisterschaft der Europäischen Union in Liverpool verlor sie im Halbfinale gegen Amanda Coulson aus England (3:7) und belegte den 3. Platz. Im Jahre 2009 pausierte sie bei der norwegischen Meisterschaft und bereitete sich intensiv auf die Europameisterschaft in Mykolajiw/Ukraine vor. Ein Unterfangen, das voll aufging, denn sie wurde dort im Weltergewicht mit einem KO-Sieg i.d. 4. Runde über Klara Svensson, Schweden, einem Punktsieg über die russische Meisterin und eigentliche Favoritin dieser Gewichtsklasse Irina Potejwa  (2:1), einem äußerst knappen Punktsieg über Gihade Lagmiri, Frankreich (+5:5), der nur aufgrund des besseren Hilfspunkteverhältnissen zu ihren Gunsten, zustande kam, und einem klaren Punktsieg im Finale über Katarzyna Furmaniak aus Polen (5:0) Europameisterin.
Im März 2010 siegte Lotte Lien in Trondheim anlässlich des Länderkampfes der Frauen Norwegen gegen England im Weltergewicht gegen Lesley Sackey nach Punkten (8:3). Bei der Nordischen Meisterschaft in Oslo unterlag sie im Finale gegen Ronja Holgersson (4:7) und kam deshalb nur auf den 2. Platz. Bei der Weltmeisterschaft 2010 in Bridgetown/Barbados kam sie zu einem Sieg über Kimberly Gittens aus Barbados (12:5), unterlag aber im Viertelfinale der englischen Meisterin Savannah Marshall nach Punkten (2:6) und verfehlte damit die Medaillenränge.

## Internationale Erfolge
| Jahr | Platz | Wettbewerb                                   | Gewichtskl.  | Ergebnis |
| ---- | ----- | -------------------------------------------- | ------------ | --- |
| 2006 | 2.    | Nordische Junioren-Meisterschaft in Tønsberg | bis 63 kg KG | nach einer Punktniederlage gegen Ronja Holgersson, Schweden (8:27) |
| 2006 | 1.    | Angered-Boxing-Cup in Göteborg               | bis 63 kg KG | nach Punktsieg über Pauliine Virta, Finnland (2:1) u. Punktsieg über Camilla Larsson, Schweden (2:1)                                                                     |
| 2008 | 3.    | EU-Meisterschaft in Liverpool                | bis 66 kg KG | nach Punktniederlage gegen Amanda Poulson, England (3:7) |
| 2008 | 5.    | Witch-Cup in Pécs/Ungarn                     | bis 66 kg KG | nach Punktniederlage gegen Irina Potejewa, Russland (3:12) |
| 2009 | 1.    | KP-Cup in Uppsala                            | Welter       | nach Punktsieg über Denise Jonsson, Schweden (5:0) |
| 2009 | 1.    | EM in Mykolajiw/Ukraine                      | Welter       | nach KO-Sieg i.d. 4. Runde über Klara Svensson, Schweden u. Punktsiegen über Irina Potejewa (2:1), Gihade Lagmiri, Frankreich (+5:5) u. Katarzyna Furmaniak, Polen (5:0) |
| 2010 | 2.    | Nordische Meisterschaft in Oslo              | Welter       | nach Punktniederlage gegen Ronja Holgersson (4:7) |
| 2010 | 5.    | Ladies-Nikolajew-City-Cup                    | Welter       | nach Punktniederlage gegen Maria Badulina, Ukraine (3:3+) |
| 2010 | 5.    | WM in Bridgetown/Barbados                    | Welter       | nach Punktsieg über Kimberly Gittens, Barbados u. Punktniederlage gegen Savannah Marshall, England (2:6)                                                                 |

## Norwegische Meisterschaften
| Jahr | Platz | Altersgruppe | Gewichtskl.  | Ergebnis                                           |
| ---- | ----- | ------------ | ------------ | -------------------------------------------------- |
| 2005 | 1.    | Juniorinnen  | bis 60 kg KG | nach Abbruchsieg i.d. 2. Runde über Sara Slyngstad |
| 2005 | 2.    | Seniorinnen  | bis 60 kg KG | nach Punktniederlage gegen Ingrid Egner (6:12)     |
| 2006 | 1.    | Juniorinnen  | bis 66 kg KG | nach Punktsieg über Ingrid Johansen (20:11)        |
| 2007 | 1.    | Juniorinnen  | bis 66 kg KG | nach Punktsieg über Anne Tjøndal (34:7)            |
| 2007 | 1.    | Seniorinnen  | bis 66 kg KG | nach Punktsieg über Wibeke Aure (41:4)             |
| 2008 | 1.    | Seniorinnen  | bis 70 kg KG | nach Punktsieg über Birgit Reitan Oeksnes (27:8)   |
| 2010 | 1.    | Seniorinnen  | bis 66 kg KG | nach Punktsieg über Sara Halvorsen Olsen (19:1)    |